# Mamady Doumbouya
Mamady Doumbouya (* 4. března 1980, Kankanský region, Guinea) je bývalý příslušník Francouzské cizinecké legie, podplukovník guinejských speciálních jednotek Groupement des forces spéciales a vůdce vojenského převratu v Guineji 2021, kterým se ujal moci.
Mamady Doumbouya se narodil v Kankanském regionu v Guineji. Během své vojenské služby byl příslušníkem Francouzské cizinecké legie a prošel mnoha operačními misemi v Afghánistánu, Pobřeží slonoviny, Džibuti nebo Středoafrické republice. Absolvoval kurz pro specialisty operační ochrany na Mezinárodní bezpečnostní akademii v Izraeli, výcvik velitelů jednotek na Infantry Application School v Senegalu a výcvik štábních důstojníků na EEML v Libreville. Po návratu do vlasti v roce 2018 se stal velitelem elitní jednotky Groupement des forces spéciales, kterou založil prezident Alpha Condé. Během roku 2021 se snažil zvýšit pravomoci této své jednotky, což na místním ministerstvu obrany vyvolalo pochyby, zda se jednotka nepřipravuje na uchopení moci ve státě. Doumbouyho návrhy byly zamítnuty a v květnu 2021 se dokonce mluvilo o jeho připravovaném zatčení.
5. září 2021 velel skupině vojáků guinejských elitních jednotek, která provedla vojenský převrat v zemi. 1. října 2021 složil Doumbouya prezidentskou přísahu. Počátkem května 2022 oznámil, že přechodné období směřující k opětovnému nastolení civilní vlády v zemi potrvá 39 měsíců.